# Mensch Computer
A Mensch Computer egy WDC 65C265 mikrovezérlővel felépített számítógéprendszer; a központi processzor szerepét betöltő mikrovezérlő magja egy W65C816 processzor, amely implementálja mind a WDC 65816/65802 processzorok 16 bites, mind a 6502 mikroprocesszor 8 bites utasításkészletét. A gépet a Western Design Center gyártotta és forgalmazta. A számítógéprendszer az elnevezését Bill Menschről, a 6502-es mikroprocesszor és a rákövetkező processzorsorozat tervezőjéről kapta.
Ez a főleg a számítástechnikával hobbiszinten foglalkozó érdeklődőknek és a  programozást, különösen az assembly szintű programozást kedvelő amatőrök számára tervezett számítógéprendszer egy alap perifériakészletet tartalmaz, amelyet a gazdája tovább bővíthet. A géphez beszerezhető legtöbb szoftver eredetileg más 65816 vagy 6502 utasításkészletű rendszerekre készült, ilyenek többek közt a Nintendo Entertainment System, Super Nintendo, vagy Apple IIGS – ezek a szoftverek tehát futtathatók a Mensch Computer-en, akár közvetlenül bináris tárgykód formájában vagy a forráskód újrafordításával, egészen addig, amíg az adott szoftver nem támaszkodik a hardverkonfiguráció valamilyen speciális elemére, amely eltér a Mensch Computer megvalósításától.
A Mensch Computer alapkiépítésben egy ROM-ba integrált monitorprogramot tartalmaz (amely egyfajta firmwareként fogható fel), és számos ROM-ból hívható szoftver-szubrutin áll a programozók rendelkezésre. A Mensch Computer egyik tipikus szoftvergarnitúrája a Mensch Works, amelyet szerényen szintén Bill Mensch után neveztek el.

## Fordítás
Ez a szócikk részben vagy egészben  a   Mensch Computer című angol Wikipédia-szócikk ezen változatának fordításán alapul.  Az eredeti cikk szerkesztőit annak laptörténete sorolja fel. Ez a jelzés csupán a megfogalmazás eredetét és a szerzői jogokat jelzi, nem szolgál a cikkben szereplő információk forrásmegjelöléseként.